# Nikołaj von Essen
Nikołaj Ottowicz von Essen (ros., Николай Оттович фон Эссен; ur. 29 listopada?/11 grudnia 1860 w Petersburgu, zm. 7 maja 1915 w Rewlu) – rosyjski wojskowy, admirał.

## Życiorys
Absolwent petersburskiego Morskiego Korpusu Kadetów z 1880 i Nikołajewskiej Akademii Morskiej z 1886 roku. Od 1897 roku dowodził okrętami Marynarki Rosyjskiej, coraz większej rangi. W 1902 roku mianowany dowódcą krążownika „Nowik”, a od 30 marca 1904 (17 marca starego stylu) pancernika „Siewastopol”, na których to okrętach brał udział w obronie Port Artur podczas wojny rosyjsko-japońskiej w 1904. Jako jedyny z dowódców wykazywał inicjatywę bojową w końcowej fazie oblężenia, wyprowadzając swój pancernik spod ostrzału dział lądowych na zewnętrzną redę bazy, gdzie odpierał ataki japońskich sił lekkich i w końcu ostatniego dnia obrony 2 stycznia 1905 samozatopił tam okręt, dzięki temu jako jedyny nie został on zdobyty przez Japończyków.
W 1905 roku awansowany na kierownicze stanowisko w Sztabie Głównym Floty, w latach 1908–1909 dowódca Połączonych Oddziałów Floty Bałtyckiej, od 1909 do 1915 dowódca Floty Bałtyckiej. W 1913 mianowany admirałem. W 1905 odznaczony orderem św. Jerzego 4 klasy.
Pochowany na cmentarzu Nowodziewiczym w Petersburgu.
Pochodził z rodu szlachty inflanckiej mieszkającej na terenach Liwonii (obecna Łotwa) i Estonii, a której przedstawiciele służyli w aparacie administracyjnym i korpusie oficerskim w Szwecji, Rosji, Finlandii. Jego młodszy brat Anton von Essen pełnił obowiązki przedostatniego generała-gubernatora warszawskiego. Jego ojciec Otto Wasilijewicz był wiceministrem sprawiedliwości.

## Ordery i odznaczenia
- Order Świętego Włodzimierza (4 klasy)
- Order Świętego Włodzimierza (2 klasy)
- Order Świętej Anny (2 klasy)
- Order Świętej Anny (1 klasy)
- Order Świętego Stanisława (2 klasy)
- Order Świętego Stanisława (1 klasy)
- Złota szabla "Za dzielność" (1904)
- Order Świętego Jerzego (4 klasy, 1905)
- Order Orła Białego (z mieczami, 1914)